# Ghislaine Paradis
Pour les articles homonymes, voir Paradis (homonymie).
 (juillet 2011).
Ghislaine Paradis est une actrice québécoise, chanteuse, animatrice et  professeure d’art dramatique, née le 16 mars 1948 à Montréal, au Québec.

## Biographie
Elle est la fille aînée de parents comédiens et chanteurs classiques, Gérard Paradis et Jacqueline Plouffe. 
En 1966, elle joue à La Roulotte sous la direction de Paul Buissonneau. À sa sortie du conservatoire, elle est la Nicole de la populaire télé-série Quelle famille! de Janette Bertrand, durant cinq saisons (de 1969 à 1974) à la télévision de Radio-Canada. 
Elle épouse à Montréal le 13 octobre 1969 son partenaire de jeu, le comédien Robert Toupin.
Après cette série, elle se consacre au théâtre. Au Théâtre du Nouveau Monde, elle incarne notamment Toinette dans Le Malade imaginaire de Molière, et Suzanne dans Le Mariage de Figaro de Beaumarchais mis en scène par Jean-Louis Barrault. Elle obtient le prix de la meilleure comédienne de l’année. Elle n'abandonne pas pour autant la télévision, participant durant trois ans avec Robert Toupin à la série télévisée À cœur battant, qui est tournée autour du monde, en Grèce, au Maroc, en Afghanistan, au Pakistan et dans le Grand Nord québécois, pour Via le monde, de Daniel Bertolino. Elle y fait la rencontre de Jean Faubert, à Paris. C'est le coup de foudre. Elle l'épouse et vit en France avec lui durant quinze ans, à compter de 1983. Avec lui elle joue beaucoup au théâtre, entre autres dans la pièce Léocadia, de Jean Anouilh et Roméo et Jeannette du même auteur… et L'Aide mémoire de Jean-Claude Carrière  diffusées à la télévision de Radio-Canada. 
En France, pour TF1, elle est la vedette, avec Catherine Allégret et Élisabeth Margoni, des Amies de Miami, télé-série de vingt-six épisodes réalisée par Philippe Galardi. 
Pour France 3, elle tourne dans Madame le maire avec Jean Faubert et dans V comme Vengeance.
Ghislaine Paradis interprète avec plaisir des pièces québécoises (avec l’accent) comme Manon Last Call et Joualez-moi d’amour de Jean Barbeau.
À son talent de comédienne s’ajoute celui de chanteuse. Comme un écho remporta un immense succès, paroles et musique de Robert Toupin et arrangements de Stéphane Venne ; ainsi que la chanson humoristique Pitou, qu'elle chante en duo avec Toupin en 1974.
Elle enregistre en France pour Jean Musy (producteur et arrangeur) Moi je n’aime que les chansons d’amour, composé de chansons françaises des années 1930 à 1950. Elle tourne en France Je vous aime pour Radio-Canada, inspiré du disque, avec Jean Faubert qui ajoutera à cette émission musicale des poèmes de Paul Géraldy. 
Au Québec, elle a enseigné son art pendant neuf années aux jeunes de troisième et de cinquième secondaire du collège Notre-Dame de Montréal.

## Prix
Au Conservatoire d’art dramatique de la province de Québec, Ghislaine Paradis fut récipiendaire :
- 1er prix de Théâtre contemporain, avec distinction ;
- 1er prix de Tragédie classique et comédie classique ;
- nommée Meilleure Comédienne de l'année pour son rôle de Suzanne dans Le Mariage de Figaro (mise en scène de Jean-Louis Barrault) aux côtés du comédien Albert Millaire au Théâtre du Nouveau-Monde ;
- grand prix du disque de l'Académie Charles-Cros  à Paris ;
- prix d'excellence des Consommateurs du Québec  pour Poésies contes et nouvelles du Québec et pour Contes d'amour et d'enchantement du Québec.

## Au théâtre
- L'Alouette de Jean Anouilh : Jeanne d’Arc
- Le Mariage de Figaro de Beaumarchais mise en scène de Jean-Louis Barrault, Théâtre du Nouveau-Monde : Suzanne
- Témoignage irrecevable de John Osborne, mise en scène de Jean-Louis Roux
- Le Malade imaginaire de Molière, Théâtre du Nouveau-Monde : Toinette
- Caroline a disparu, mise en scène de Jean Dumas
- Je l'aimais trop, mise en scène de Jean Dumas
- Une Fois par semaine de Muriel Resnick, mise en scène de Jean Dumas
- Libres sont les papillons de L. Gershe, mise en scène de Florent Forget
- La Dame de la mer de Henrik Ibsen
- Le Vol du bourdon, mise en scène de Claude Maher, théâtre St-Sauveur
- La Belle au bois dormant, mise en scène de Paul Buissonneau, La Roulotte
- Roméo et Jeannette de Jean Anouilh, mise en scène de Florent Forget
- Léocadia de Jean Anouilh, mise en scène de Florent Forget
- L'Aide mémoire de Jean-Claude Carrière, mise en scène Florent Forget

### Pièces d'auteurs québécois
- Florence de Marcel Dubé : Florence
- Manon last call de Jean Barbeau, mise en scène de Jean-Louis Roux, Théâtre du Nouveau-Monde : Manon
- Joualez moi d'amour de Jean Barbeau
- Comédia del'Arte de Marc Favreau, la Nouvelle Compagnie théâtrale

### Comédies musicales
- Les Posters de Louis-Georges Carrier et Claude Léveillée, mise en scène Richard Martin, Théâtre du Rideau vert
- Mascarade de Louis Georges Carrier et François Cousineau, mise en scène de Richard Martinau, Théâtre de Marjolaine
- Le Chat gris, Théâtre de la Marjolaine.

### À la direction de théâtres d'étés
- Au Théâtre de Val-David, avec le comédien Guy Godin
- Au Théâtre des Iles, avec le comédien Jean Faubert

## À la télévision
- 2013-2015 : Yamaska, télé-série de Anne Boyer et Michel D'Astous, TVA : Myriam Blondeau
- Roméo et Jeannette de Jean Anouilh, réalisé par Florent Forget, Radio-Canada : Jeannette
- Léocadia de Jean Anouilh, réalisé par Florent Forget, Radio-Canada : Amanda
- L'Aide-mémoire de Jean-Claude Carrière , réalisé par Florent Forget, Radio-Canada :  Suzanne
- 1969–1974 : Quelle famille !, série télévisée de Janette Bertrand, Radio-Canada : Nicole Tremblay
- Plusieurs émissions pour les enfants dont Arts plastiques diffusées dans les écoles primaires et à la télé de Radio-Canada
- Fanfreluche

### Conceptrice d'émissions
- Pour Avanti Ciné Vidéo, Jean Bissonnette et Luc Wiseman.
- Mémoire en jeu, jeu télévisé diffusé à Radio-Canada.
- As-tu vu ça ?, jeu télévisé pour enfants diffusé à Télé-Québec.
- Ami à vie, émission de variétés diffusée à Radio-Canada.

### Séries télévisées françaises
- Les Amies de Miami, diffusée sur TF1, et réalisée par Philipe Galardi ( 26 épisodes)
- À cœur battant de Daniel Bertolino, produit par Daniel Bertolino
- Madame le maire, pour FR3
- V comme Vengeance, pour FR3
- Je vous aime, réalisé par Fernand Gagnon téléfilm musical

### Animatrice
- Moitié-Moitié : dans le cadre des Beaux Dimanches à la télévision de Radio-Canada
- Au jour le jour : émission culturelle quotidienne diffusée à la télévision de Radio-Canada
- De onze heures à une heure : quotidienne avec Robert Toupin, radio de CKAC

## Au cinéma
- [Quoi ?] de Gilles Carle documentaire
- La Fleur aux dents, de Thomas Vamos

## Récitals de poésie
- Entre le rêve et le merveilleux, créé et interprété par Ghislaine Paradis et Jean Faubert spectacle de poésies et de musiques
- Festival de Trois Pistoles
- Centre d’art de Laval
- Chapelle historique du Bon Pasteur, accompagné par François Dompierre au piano
- Festival d'Orford (gala du 50e anniversaire) pour les directeurs du festival Agnès Grossmann et Raffi Arménian. Orchestre de 25 musiciens et François Dompierre au piano, dirigé par Agnès Grossmann
- Gala au profit de la Fondation Canadienne Louis Pasteur), François Dompierre au piano, dirigé par Agnès Grossmann, Théâtre Monument National
- Printemps des Poètes, semaine de la Francophonie, François Dompierre au piano, théâtre Molière à Paris
- Cercle littéraire de Poissy
- Biennale de la Poésie, à Liège pour L'UNESCO
- Étés 2008 et 2009, direction : Monique et Bernard Destors, théâtre Petit St-Martin (Marcel Marceau)
- Hymnes au Printemps, dirigé par Julien Proulx, théâtre de Beloeil

## Discographie
- 1974: Ghislaine Paradis et Robert Toupin, paroles et musique de Robert Toupin sauf Les salles de danse paroles de Luc PLamondon et Ragtime pour plus tard musique de François Dompierre
- Comme un écho de Robert Toupin
- Pitou de Robert Toupin
- Un jour on sera vieux de Robert Toupin et François Dompierre (thème de : À Cœur Battant de Daniel Bertolino)
- Les Salles de danses de Robert Toupin et Luc Plamondon
- Moi, je n'aime que les chansons d'amour, sous la direction de Jean Musy
- Poésies : contes et nouvelles du Québec, conçu et interprété par Ghislaine Paradis et Jean Faubert, musique : Jean Musy. Grand prix du disque de l'Académie Charles-Cros (catégorie Patrimoine)
- Contes d'amour et d'enchantement du Québec, conçu et interprété par Ghislaine Paradis et Jean Faubert. Prix d'excellence des Consommateurs du Québec

## Publicité
- Dans la première moitié des années 70, elle a été pendant quatre ans la porte-parole de la compagnie pétrolière Sunoco.
- Pendant trois ans, Ghislaine Paradis a été la porte-parole de la Banque de Nouvelle-Écosse (BNE), maintenant connue sous le nom de Banque Scotia.